# Городницька сільська рада (Городницький район)
Городницька сільська рада — колишня адміністративно-територіальна одиниця та орган місцевого самоврядування у Городницькому районі Волинської (Житомирської) і Коростенської округ, Київської та Житомирської областей Української РСР з адміністративним центром у селі Городниця.

## Населені пункти
Сільській раді на момент ліквідації були підпорядковані населені пункти:
- с. Городниця
- кол. Мечиславівка

## Населення
Кількість населення ради, станом на 1923 рік, становила 2 891 особу, кількість дворів — 546.

## Історія та адміністративний устрій
Створена 1923 року в складі містечка Городниця, сіл Велика Анастасівка, Мала Анастасівка, колоній Зиково, Мечиславівка, поселення Городницьке лісництво Городницької волості Новоград-Волинського повіту Волинської губернії. 7 березня 1923 року увійшла до складу новоствореного Городницького району Житомирської (згодом — Волинська) округи. Після 8 січня 1926 року в с. Велика Анастасівка утворили Анастасівську сільську раду Городницького району.
10 грудня 1938 року сільську раду ліквідовано, територію та населені пункти приєднано до складу Городницької селищної ради Городницького району Житомирської області.